# Wohnstadt Stadtentwicklungs- und Wohnungsbaugesellschaft Hessen
Die Wohnstadt Stadtentwicklungs- und Wohnungsbaugesellschaft Hessen ist eine Wohnungs- und Entwicklungsgesellschaft mit mehrheitlicher Beteiligung des Landes Hessen. Gemeinsam mit der zur Unternehmensgruppe gehörenden Nassauischen Heimstätte umfasst ihr Bestand rund 59.000 Wohnungen in Hessen und Thüringen. Die Unternehmensgruppe zählt damit zu den zehn größten Wohnungsunternehmen Deutschlands. Als Entwicklungs- und Sanierungsträgerin übernimmt sie für öffentliche wie private Auftraggeber Aufgaben in der Projekt- und Stadtentwicklung und leistet immobilienwirtschaftliche Beratung.

## Geschichte
Der rechtliche Vorläufer der Wohnstadt, die Hessische Heimstätte, wurde 1920 in Kassel als eine von zwölf Wohnungsfürsorgegesellschaften des preußischen Staates gegründet. Der öffentlich geförderte Wohnungsbau sollte den akuten Wohnraummangel im Regierungsbezirk Kassel und dem Freistaat Waldeck beheben. Gleichzeitig übernahm die Hessische Heimstätte wichtige Steuerungsfunktionen als Organ der staatlichen Wohnungspolitik.

### Vorkriegszeit
Zunächst widmete sich die Gesellschaft vorrangig dem staatlich geförderten Kleinsiedlungs- und Eigenheimbau in den nordhessischen Gemeinden. Trotz der durch Inflation erschwerten Wirtschaftsbedingungen der frühen 1920er Jahre konnten, vorwiegend im Kreis Eschwege und in Marburg, über 300 Wohnungen fertiggestellt werden. Eine deutliche Zunahme der Bautätigkeit setzte mit der Erhöhung der Fördermittel aus der Umlage der Hauszinssteuer ein: Bis zum Ende der Weimarer Republik errichtete das Unternehmen rund 6.500 Wohnungen an verschiedenen Standorten in Nordhessen, von denen ein Teil durch die Tochtergesellschaft Hessenheim Wohnungsbaugesellschaft (später Kurhessen Wohnungsbaugesellschaft) bewirtschaftet wurde. Ab 1927 unterhielt die Hessische Heimstätte eine eigene Stadtplanungsabteilung, die für die Gemeinden Aufgaben der Bebauungs- und Flächennutzungsplanung übernahm.

### Unter nationalsozialistischem Regime
Anfänglich war die Wohnungspolitik der Nationalsozialisten von einer Idealisierung der Kleinstadt und des Agrarstaates geprägt. Das änderte sich mit der ab 1936 expandierenden Rüstungsindustrie: Die schnell anwachsenden Arbeiterstädte benötigten bezahlbaren Wohnraum. An die Stelle von Kleinsiedlungen und Eigenheimen trat eine mehrgeschossige Zeilenbebauung in standardisierter und damit kostengünstiger Ausführung. Die Hessische Heimstätte setzte diese Vorgaben als Organ der öffentlichen Wohnungswirtschaft um. So erstellte sie die Pläne für die auf 3.000 Wohnungen ausgelegte Mattenberg-Siedlung im Kasseler Ortsteil Oberzwehren, mit der günstiger Wohnraum für die Arbeiter des Flugmotorenbauers Henschel geschaffen werden sollte. Gleiches galt für das östlich von Kassel gelegene Lohfelden, wo die Ortsteile Crumbach und Ochshausen mit Wohnungen für die Arbeiter der Fieseler Flugzeugwerke zum neuen Stadtteil vereint wurden. Die Bauvorhaben konnten nur zum Teil realisiert werden. Mit Kriegsbeginn kam der Wohnungsbau nahezu zum Erliegen. Durch das Bombardement deutscher Städte entstand eine neue Bedarfssituation: Ab 1943 ließ die Hessische Heimstätte – unter Einsatz polnischer und russischer Zwangsarbeiter – standardisierte Notunterkünfte, so genannte Behelfsheime, errichten.

### Wiederaufbau
Die Situation im Tätigkeitsgebiet der Hessischen Heimstätte, insbesondere in Kassel, war nach Kriegsende durch einen akuten Wohnraummangel infolge kriegsbedingter Schäden gekennzeichnet. Zur Basis für den Wiederaufbau wurde das Wohnungsnotprogramm der Hessischen Landesregierung aus dem Jahr 1946, das die Kleinsiedlung im Grünen als Leitbild für Neubauprojekte propagierte. Als besonders gelungenes Beispiel erhielt das von der Hessischen Heimstätte errichtete Wohnquartier „Eichhof“ in Bad Hersfeld 1958 den ersten Preis im Landeswettbewerb für die beste Kleinsiedlung. Abweichend von der Förderpolitik anderer Bundesländer verknüpfte Hessen in den 1950er Jahren die Eingliederung der Heimatvertriebenen und Flüchtlinge mit seiner Landesentwicklungsplanung (Hessenplan). Teil dieser Strategie war die Konversion ehemaliger Rüstungsstandorte zu zivilen Wohnquartieren. Die beiden Sprengstoffwerke der DAG und WASAG bei Allendorf im Landkreis Marburg wurden so zur Keimzelle für das heutige Stadtallendorf mit rund 21.000 Einwohnern. Auch in den Städten leistete die Hessische Heimstätte einen wesentlichen Beitrag zur Schaffung neuen Wohnraums. In Kassel entstanden nach Plänen aus der Vorkriegszeit etliche hundert Wohnungen in zwei- bis dreigeschossiger Bauweise, so zum Beispiel im Flüsseviertel in Kassel-Wilhelmshöhe. Ende 1956 galt der Wiederaufbau in Kassel als weitgehend abgeschlossen. Die Hessische Heimstätte hatte dort bis zu diesem Zeitpunkt 1.495 Wohnungen erstellt.

### Stadterneuerung und -entwicklung
Mit dem steigenden Wohnungsbedarf in der Nachkriegszeit und der Freigabe der Baulandpreise ab 1960 wuchs der Verwertungsdruck auf die Stadtzentren: Wohnungen und kleine Gewerbebetriebe wichen allmählich in die günstigeren Außenbezirke aus. Es entstanden neue Stadtteile mit einem Bestand von mehreren tausend Wohnungen wie in den von der Hessischen Heimstätte geplanten Siedlungen Fulda-Aschenberg oder Marburg-Richtsberg. Vor diesem Hintergrund verlagerte sich der Tätigkeitsschwerpunkt des Unternehmens in den 1960er Jahren vom Wohnungsbau hin zur Stadtplanung und -entwicklung. Aus dem Städtebauförderungsgesetz des Jahres 1971 ergab sich ein zusätzliches Betätigungsfeld: Als anerkannter Sanierungsträger des Landes Hessen war die Hessische Heimstätte fortan in die Stadterneuerung zahlreicher nord- und mittelhessischer Kommunen wie Arolsen, Hünfeld, Immenhausen, Kirchhain, Sontra und Wetter eingebunden.

### Öffentlicher Auftrag heute
Eine Gesetzesänderung erkannte den Heimstätten 1990 die Gemeinnützigkeit ab. Aus finanzwirtschaftlichen und organisatorischen Gründen fusionierte die Hessische Heimstätte daraufhin 1994 mit ihrer bis dahin für die Bewirtschaftung der konzerneigenen Wohnungen zuständigen Tochtergesellschaft Kurhessen Wohnungsbaugesellschaft. Das Unternehmen firmierte seitdem als Wohnstadt Stadtentwicklungs- und Wohnungsbaugesellschaft Hessen mbH.
Ab 1990 unterstützte die Wohnstadt das Nachbarland Thüringen durch eine eigene Außenstelle in Weimar. Der Schwerpunkt der Aufgaben vor Ort lag im Bereich der Stadtplanung und -erneuerung, so zum Beispiel in Apolda, Gotha und Naumburg/Saale.
Die Geschäftstätigkeit der 1990er Jahre war von städtebaulichen Planungen, Sanierungsmaßnahmen, der Konversion stillgelegter Militär- und Industrieareale sowie der Pflege und Modernisierung des eigenen Bestands geprägt. 2005 schlossen sich die beiden hessischen Wohnungs- und Entwicklungsgesellschaften Nassauische Heimstätte und Wohnstadt zu einer Unternehmensgruppe zusammen.

## Unternehmensverbund
2005 erwarb die Nassauische Heimstätte Anteile des Landes Hessen an der Wohnstadt Stadtentwicklungs- und Wohnungsbaugesellschaft Hessen mbH, Kassel. Mit einem Bestand von rund 63.000 Wohneinheiten und 29 Niederlassungen, Geschäftsstellen und Büros ist die Unternehmensgruppe Nassauische Heimstätte/Wohnstadt in ganz Hessen und Teilen Thüringens präsent.
Zum neuen Unternehmensverbund gehört auch die in Kassel ansässige Tochter MET Medien-Energie-Technik Versorgungs- und Betreuungsgesellschaft mbH, die sich auf die Bereitstellung von Kommunikations- und Wärmetechnik sowie Dienstleistungen rund um die Immobilienverwaltung spezialisiert hat.

## Gesellschafterstruktur
Die Wohnstadt Stadtentwicklungs- und Wohnungsbaugesellschaft Hessen mbH befindet sich mehrheitlich im Besitz der Nassauische Heimstätte Wohnungs- und Entwicklungsgesellschaft sowie anderer öffentlicher Anteilseigner. Ursprünglich gegründet, um den allgemeinen Mangel an Wohnraum in der Region zwischen Kassel im Norden sowie Marburg und Fulda im Süden zu lindern, liegt der heutige Fokus der Geschäftstätigkeit im freifinanzierten und geförderten Wohnungsbau, der Konversion militärischer, kommunaler und industrieller Brachflächen sowie der Beratung von Städten und Gemeinden, aber auch Wirtschaftsunternehmen, in Fragen der Stadtentwicklung und des Immobilienmanagements.
Die Gesellschafter der Wohnstadt:
Nassauische Heimstätte Wohnungs- und Entwicklungsgesellschaft mbH, SV Sparkassen-Versicherung Gebäudeversicherung Baden-Württemberg AG, Stadt Kassel, Schwalm-Eder-Kreis, Kasseler Sparkasse, Sparkasse Werra-Meißner, Sparkasse Marburg-Biedenkopf, Sparkasse Bad Hersfeld-Rotenburg, Gemeinnützige Wohnungsbau GmbH der Stadt Marburg, Stadt Kirchhain, GAGFAH GmbH Essen, Handwerkskammer Kassel, Stadt Bad Wildungen, Stadt Großalmerode, Stadt Hessisch Lichtenau, Stadt Homberg, Stadt Wolfhagen, Sparkasse Fulda, eigene Anteile

## Unternehmenssparten
Die Unternehmensgruppe Nassauische Heimstätte/Wohnstadt gliedert ihre Geschäftstätigkeit in die Bereiche Wohnen, Bauen und Entwickeln.

## Mitgliedschaft
Die Unternehmensgruppe Nassauische Heimstätte/Wohnstadt ist Mitglied in folgenden Arbeitsgemeinschaften und Verbänden (Auswahl):
- Arbeitsgemeinschaft Großer Wohnungsunternehmen (AGW)
- Bundesvereinigung der Landes- und Entwicklungsgesellschaften (BVLEG)
- Deutscher Verband für Wohnungswesen, Städtebau und Raumordnung e. V.
- GdW Bundesverband deutscher Wohnungs- und Immobilienunternehmen e. V.
- Verband der Südwestdeutschen Wohnungswirtschaft e. V.
- Zentraler Immobilien Ausschuss e. V.
- Kompetenzzentrum Großsiedlungen e. V.